# Віндем Кларк
Віндем Роберт Кларк (англ. Wyndham Robert Clark); нар. 9 грудня 1993) — американський професійний гравець у гольф, який грає на PGA Tour. У травні 2023 року він виграв чемпіонат Wells Fargo для своєї першої перемоги в PGA Tour; наступного місяця він виграв свій перший великий турнір, US Open 2023.

## Аматорська кар'єра
Кларк відвідував християнську середню школу Valor у Хайлендс-Ранч, штат Колорадо, де був однокласником із гравцем НФЛ Крістіаном Маккефрі. У середній школі він двічі вигравав чемпіонат штату Колорадо з гольфу і був визнаний гравцем року у 2011 році. Спочатку він вступив до Оклахома-Стейт у 2012 році, фінішувавши внічию за дев’яте місце в ударній грі на аматорському чемпіонаті США 2013 року. У 2016 році він перейшов до Орегону, вигравши чемпіонат конференції Pac-12 і став гравцем року за версією GolfWeek. У 2017 році закінчив бізнес-школу 

## Професійна кар'єра
Кларк завершив змагання на 23-му місці на кваліфікаційному турнірі Web.com Tour у 2017 році і отримав картку на сезон 2018 року. У той сезон він зробив 24 старту, з яких здобув чотири топ-10 результати. Завершивши на 16-му місці в списку призових грошей туру, він пройшов кваліфікацію на PGA Tour на сезон 2018–19.
Кларк посів друге місце на чемпіонаті Бермудських островів у 2020 році, програвши в плей-офф ветерану PGA Tour Браяну Гею.
У травні 2023 року Кларк здобув свою першу перемогу в PGA Tour на чемпіонаті Wells Fargo. Він переміг Ксандера Шауффеле на чотири удари.
18 червня 2023 року Кларк виграв фінальний раунд із 70 рахунків, щоб виграти US Open 2023 у Los Angeles Country Club, перемігши Рорі Макілроя одним ударом і отримавши 3,6 мільйона доларів за цю перемогу. Кларк переміг у своєму 7-му головному старті в кар'єрі, де його попереднім найкращим результатом було 75-е місце.

## Особисте життя
Кларк християнин. Він проживає в Скоттсдейлі, штат Аризона. Його батько колишній професійний тенісист. Його мати померла від раку грудей, коли він навчався в університеті штату Оклахома.

## Аматорські перемоги
- Чемпіонат штату Колорадо 2009
- Чемпіонат штату Колорадо 2011
- Чемпіонат Pac-12 2017